# Temnozor
A Temnozor (oroszul: Темнозорь) egy orosz folk/black metal együttes. 

## Története
A zenekart Wuulko, Tuur és Leshiy alapították. Az eredeti felállás mára teljesen lecserélődött. Első demójukat 2001-ben adták ki. Szövegeik témái a természet, a szláv pogányság, a háborúk és a jobboldali nacionalizmus. Az együttes 2010-ben Budapesten is koncertezett. Megalakulásuk pontos dátuma ismeretlen; a folkmetal.nl oldal szerint 1996-ban alakultak, míg az Encyclopaedia Metallum szerint 2001-ben. Hivatalos honlapjuk be van tiltva, a Temnozor ugyanis nemzetiszocialista black metal együttesnek számít. 

## Tagok
- Gorruth - dalszövegek (2001-)
- Ratibor - ének, furulya (2002-)
- Svyagir - billentyűk, gitár, basszusgitár, dob (2002-)
- P. Noir - "tiszta" ének (2005-)
- Alexey - ének (2014-)

## Korábbi tagok
- Meschar - basszusgitár
- Saturious - billentyűk
- Stanislav - gitár
- Kaldrad Branislav - ének (2001-2006)
- Rodoslav - "tiszta" ének (2007-2011)

## Diszkográfia
- Fragments... (demó, 2001)
- Sorcery of Fragments (válogatáslemez, 2003)
- Горизонты... (album, 2003)
- Вольницей в просинь ночей (album, 2005)
- Eastern Hammer (split lemez, 2007)
- Урочища снов (album, 2010)
- Сумерки на похоронах зимы (koncertalbum, 2010)
- Vinyl Collection (box set, 2018)